# Papilas gustativas
Las papilas gustativas son un conjunto de receptores sensoriales o específicamente llamados receptores gustativos. Se encuentran en la lengua y son los principales promotores del sentido del gusto. Dependiendo de su localización en la lengua tienen la habilidad de detectar mejor cierto tipo de estímulos o sabores.

## Localización de los sabores
Se conocen cinco sabores básicos: dulce, salado, amargo, ácido y umami, o sabor agradable. El sabor ácido depende de la concentración de hidrogeniones, el sabor salado de la concentración de sodio, los sabores dulce y amargo dependerán del tipo de molécula que interactúe con los receptores sensitivos, y el sabor umami depende de la concentración de glutámico o glutamato (es un sabor parecido al avecrem, y está sobre todo presente en comidas asiáticas). 
Antiguamente se consideraba que el sabor amargo se detectaba en la zona posterior de la lengua, los sabores dulce y salado en la zona anterior, mientras que el sabor ácido es captado en los laterales y en la zona intermedia de este órgano (también en la parte posterior). Sin embargo, estudios más recientes indican que la distribución en la percepción de los sabores es más bien uniforme.

## Características

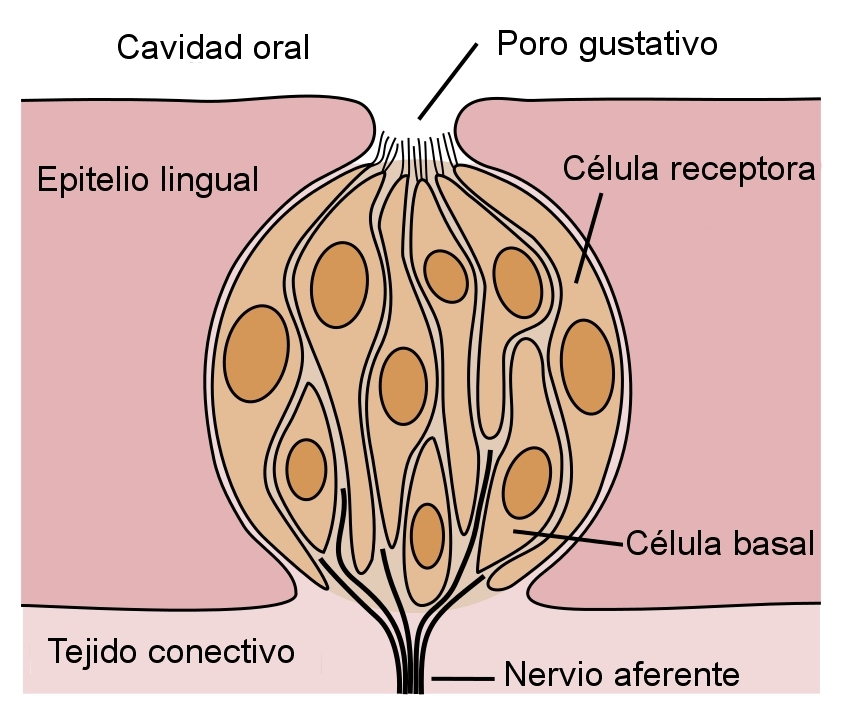
Esquema de un boton gustativo en la lengua.

Las papilas gustativas son unos órganos sensoriales existentes en la lengua que permiten percibir los sabores; éstos se dividen en dulce, salado, ácido, amargo y agrio, umami, también conocida como glándula gustativa pomarus. Se pueden observar a simple vista las papilas, son una especie de bulbos carnosos de varios milímetros, y la mayoría de ellas contienen varios botones gustativos que tienen unas prolongaciones microscópicas muy sensibles denominadas cilios gustativos, que envían información al cerebro sobre el sabor.
Una persona promedio tiene aproximadamente 10000 botones gustativos que se van regenerando cada 2 semanas más o menos. Pero, a medida que una persona va envejeciendo, algunas de esas células no se regeneran. Un anciano puede tener sólo 5.000 papilas que funcionan correctamente. Por eso algunos alimentos pueden tener distinto sabor para un niño que para un adulto o anciano. El fumar también puede reducir la cantidad de papilas.
Por otro lado, los receptores olfativos contienen también células que complementan el trabajo de las papilas. Durante la masticación, la comida libera sustancias químicas que ascienden inmediatamente por la nariz. Dichas sustancias estimulan a los receptores olfativos. En circunstancias de congestión nasal por alergia, resfriado o similar, puede parecer que la comida tiene menos sabor. Eso se debe a que la parte superior de la nariz no está lo bastante despejada como para captar estas sustancias químicas que estimulan a los receptores olfativos encargados de informar al cerebro para que este cree la sensación del sabor.
 Se ha descubierto que la ubicación de las zonas gustativas es un mito propagado por el profesor de Harvard, Edwin G. Boring, quien tradujo de manera incorrecta el trabajo “Zur Psychophysik des Geschmackssinns” del alemán D.P. Hanig, escrito en 1901.[cita requerida]

## Tipos

Situación de las papilas gustativas

Hay cuatro tipos de papilas gustativas:

### Papilas caliciformes o circunvaladas
Son las papilas menos numerosas, pero son las más voluminosas, y las más importantes; son las receptoras del sabor amargo. Están situadas cerca de la base de la lengua, en dos líneas, que se reúnen en la parte media y posterior, formando un ángulo agudo, llamado V lingual. El número de estas papilas es de once, y la mayor está situada en el vértice. Cada una tiene la forma de un tronco de cono invertido, y está colocada en una depresión semejante a un cáliz.
Entre la papila y el borde del cáliz se observa un surco hamular, en cuyos bordes sobresalen las extremidades de los corpúsculos gustativos en forma de filamentos.
Cada corpúsculo gustativo tiene la forma de una oliva y comprende dos clases de células:
- Células de sostén: Se encuentran en la periferia y están algo encorvados para envolver a las células gustativas del centro.

- Células gustativas: Son ovoides; su extremidad libre termina por un bastoncillo que sobresale al exterior del corpúsculo, y su base está envuelta por las ramificaciones de un filete del nervio gloso faríngeo.

### Papilas fungiformes
Tienen la forma de un hongo, como su nombre indica, y se componen de una cabeza abultada, y de un pedicelo. Están diseminadas en toda la superficie de la lengua, especialmente delante de la V lingual, estas son muy visibles y tienen un color rojizo debido a los vasos sanguíneos que las irrigan. Este tipo de papilas se estimulan más en la niñez y la ancianidad debido a que son receptoras del sabor dulce. Contienen corpúsculos gustativos, como las caliciformes y sirven para el gusto. Están enervadas por una rama del nervio facial, llamada cuerda del tímpano, que se pega al nervio lingual en la mayor parte de su trayecto.

### Papilas filiformes
Tienen forma cónica, cilíndrica y terminan por una corona de filamentos puntiagudos, estas variadas formas hace que se preste confusión a la hora de clasificar a las papilas. Tienen función térmica y táctil. Este tipo de papila se estimula más comúnmente en el período adulto. Están repartidas en toda la superficie de la lengua dispuestas en series paralelas que van oblicuamente del surco del medio de la lengua hasta los bordes. Son las papilas más abundantes sobre la superficie de la lengua, y no están asociadas a la recepción de los sabores.

### Papilas foliadas
Son pliegues laterales y pequeños de mucosa lingual que están poco desarrolladas. Además, gran parte de ellas se localizan en la parte lateral y posterior de la lengua, mientras que algunas en el dorso, son los receptores que captan los sabores salados .